# Andrew Poje
Andrew Poje (Kitchener, 25 febbraio 1987) è un danzatore su ghiaccio canadese.

## Biografia
Danza in coppia con Kaitlyn Weaver dall'agosto 2006. Con lei ha vinto l'argento ai Mondiali di Saitama 2014 e un oro e un bronzo ai Campionati dei Quattro continenti.

## Palmarès
GP: Grand Prix; CS: Challenger Series; JGP: Junior Grand Prix

### Con Weaver

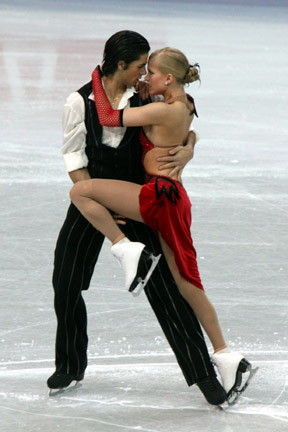
Weaver e Poje durante la danza obbligatoria al Campionato del mondo del 2008

| Internazionali | Internazionali | Internazionali | Internazionali | Internazionali | Internazionali | Internazionali | Internazionali | Internazionali | Internazionali | Internazionali | Internazionali | Internazionali | Internazionali |
| Evento | 2006–07        | 2007–08        | 2008–09        | 2009–10        | 2010–11        | 2011–12        | 2012–13        | 2013–14        | 2014–15        | 2015–16        | 2016–17        | 2017–18        | 2018–19        |
| --- | -------------- | -------------- | -------------- | -------------- | -------------- | -------------- | -------------- | -------------- | -------------- | -------------- | -------------- | -------------- | -------------- |
| Giochi olimpici invernali                                                                                                  |                |                |                |                |                |                |                | 7°             |                |                |                | 7°             |                |
| Campionati mondiali | 20°            | 17°            |                |                | 5°             | 4°             | 5°             | 2°             | 3°             | 5°             | 4°             | 3°             | 5°             |
| Campionati dei Quattro continenti                                                                                          |                | 5°             | 5°             | 1°             | 4°             | 3°             |                |                | 1°             | 3rd            | 5°             |                | 2°             |
| GP Finale |                |                |                |                | 5°             | 4°             |                | 5°             | 1°             | 1°             |                |                |                |
| GP Trophée Eric Bompard |                | 7°             |                |                |                |                |                |                |                |                |                | 4°             |                |
| GP Cup of China |                |                | 6°             | 6°             |                |                | 3°             |                |                |                | 2°             |                |                |
| GP NHK Trophy |                |                | 7°             |                | 2°             | 2°             |                |                | 1°             |                |                |                |                |
| GP Rostelecom Cup |                |                |                |                |                | 2°             |                | 2°             |                | 1°             | 3°             |                |                |
| GP Skate America |                |                |                |                | 4°             |                | 3°             |                |                |                |                |                |                |
| GP Skate Canada |                | 6°             |                | 3°             |                | 2°             |                | 2°             | 1°             | 1°             |                | 2°             |                |
| CS Autumn Classic International                                                                                            |                |                |                |                |                |                |                |                |                |                |                | 2°             | 1°             |
| CS Finlandia Trophy |                |                |                |                |                |                |                |                |                | 1°             |                |                |                |
| CS Nebelhorn Trophy |                |                |                |                |                |                |                |                | 1°             |                |                |                |                |
| Ondrej Nepela Trophy |                |                |                |                |                |                | 1°             |                |                |                |                |                |                |
| U.S. Classic |                |                |                |                |                |                |                | 2°             |                |                |                |                |                |
| Internazionali: Junior |                |                |                |                |                |                |                |                |                |                |                |                |                |
| Campionati mondiali | 3°             |                |                |                |                |                |                |                |                |                |                |                |                |
| JGP Repubblica Ceca | 3°             |                |                |                |                |                |                |                |                |                |                |                |                |
| JGP Taiwan | 3°             |                |                |                |                |                |                |                |                |                |                |                |                |
| Nazionali |                |                |                |                |                |                |                |                |                |                |                |                |                |
| Campionati canadesi | 3°             | 2°             | 3°             | 3°             | 2°             | 2°             | R              | 2°             | 1°             | 1°             | 2°             | 3°             | 1°             |
| Eventi a squadre |                |                |                |                |                |                |                |                |                |                |                |                |                |
| World Team Trophy |                |                |                |                |                |                | 2° S 2° P      |                | 4° S 1° P      |                | 4° S 1° P      |                | 5° S 4° P      |
| Team Challenge Cup |                |                |                |                |                |                |                |                |                | 1° S 1° P      |                |                |                |
| R = Ritirati S = Risultato della squadra; P = Risultato personale; Medaglie assegnate solo per il risultato della squadra. |                |                |                |                |                |                |                |                |                |                |                |                |                |

### Con Alexandra Nino
| Internazionali                    | Internazionali | Internazionali | Internazionali | Internazionali | Internazionali |
| Evento                            | 99–00          | 00–01          | 01–02          | 02–03          | 03–04          |
| --------------------------------- | -------------- | -------------- | -------------- | -------------- | -------------- |
| JGP Polonia                       |                |                |                |                | 5°             |
| JGP Serbia                        |                |                |                | 7°             |                |
| Nazionali                         |                |                |                |                |                |
| Campionati canadesi               | 11° N          | 2° N           | 9° J           | 6° J           | 4° J           |
| Categorie: N = Novice; J = Junior |                |                |                |                |                |